# Marthe Grumbach
Pour les articles homonymes, voir Grumbach.
Marthe Grumbach est une compositrice et professeure de musique française, née le 15 juillet 1877 à Paris où elle est morte le 9 février 1932.

## Biographie
Fille d'Alice Rachel Lévy et d'Émile Grumbach, négociant originaire d'Alsace, Marthe Léa Grumbach naît le 15 juillet 1877 dans le 9e arrondissement de Paris,,.
À compter de 1886, elle étudie au Conservatoire de Paris, où elle est élève en solfège, en harmonie dans la classe de Charles Lenepveu, en accompagnement au piano avec Paul Vidal et en contrepoint et fugue avec Gabriel Fauré. Elle obtient diverses récompenses au sein de l'établissement, sans obtenir toutefois de 1er prix, mais un 2e prix en contrepoint et fugue en 1905, notamment, avant de quitter l'institution en 1906,,.
Marthe Grumbach se présente sans succès au concours du Prix de Rome en 1905 et 1906 et fait ensuite carrière comme pédagogue, dirigeant un cours de piano avec sa sœur Marie Grumbach, ancienne élève de Raoul Pugno au Conservatoire,.
En 1911, elle est nommée Officier d'Académie.
Comme compositrice, elle fait publier à partir de 1902 plusieurs œuvres, des mélodies sur des textes de Pierre Alin et Émile Schmitt, notamment, des pièces de genre pour piano, des méthodes pédagogiques en solfège et en harmonie, ainsi que de la musique vocale et chorale d'inspiration religieuse. 
Sa mélodie Noël, pour voix et orchestre, est jouée à la Société nationale de musique le 19 mai 1908, salle Gaveau, et Poème d’hiver, également pour voix et orchestre, est chanté par Jane Bathori le 27 mai 1910, salle Gaveau,,.
Dans les années 1920, ses partitions symphoniques Impression matinale et Danses arabes sont plusieurs fois programmées à la radio. Ses œuvres les plus tardives sont des chansonnettes composées pour enfants. 
Marthe Grumbach meurt le 9 février 1932 dans le 10e arrondissement de Paris, en son domicile du 37, rue du Château-d'Eau.   

## Discographie
- À Néré (poème de Louis Morand), Cyrille Dubois (ténor) et Tristan Raës (piano), in Compositrices, New Light on French Romantic Women Composers (Mel Bonis, Lili et Nadia Boulanger, Marthe Bracquemond, Cécile Chaminade, Hedwige Chrétien, Marie-Foscarine Damaschino, Jeanne Danglas, Louise Farrenc, Clémence de Grandval, Marthe Grumbach, Augusta Holmès, Madeleine Jaeger, Marie Jaëll, Madeleine Lemariey, Hélène de Montgeroult, Virginie Morel, Henriette Renié, Charlotte Sohy, Rita Strohl, Pauline Viardot), 8 CD, vol. 7, Bru Zane, 2023[8],[9].